# 桃仙机场站 (地铁)
桃仙机场站位于辽宁省沈阳市浑南区，是沈阳地铁2号线的一座车站，车站名称来源于上方的沈阳桃仙国际机场，于2023年9月29日随二号线南延线开通启用。

## 建设背景
本站作为T3航站楼配套工程，在沈阳桃仙国际机场T3航站楼建设时期即进行车站选址及地铁引入的规划，且土建部分已与T3航站楼同期建设完成，并做出地下预留结构。2021年12月29日，本站与综合保税区站的双线区间隧道贯通，成为二号线南延线最后一段隧道贯通的区间。

## 车站结构
|  |  |

本站主体结构设置在沈阳桃仙国际机场T3航站楼东侧下方，沿机场中轴线设置，车站站厅层与T3航站楼地下一层相连通，区间下穿T3航站楼，为地下车站，设有2个侧式站台，同时站后设置一条折返线。 

### 车站楼层
本站为地下双层车站，站厅层及通往桃仙机场T3航站楼的通道设于B1层，站台层设于B2层。站厅层设置一间罗森便利店，该店为沈阳地铁首批开业的地铁车站内便利店设施，也是二号线第二个设置站内便利店的车站，随后站内又额外设置了一间乐享万德福便利店，位于罗森便利店对面。
本站两个站台以侧式站台形式排列，既是二号线仅有的两座以侧式站台排布的车站，也是二号线南延线车站中唯一采用侧式站台设计的车站。其中，到达站台的扶梯只上不下，不可通过站厅层前往该月台，因此本站也是沈阳地铁所有地下侧式站台车站中，唯一一个只能在站厅完成换向的车站。
| 地面              | 出入口           | B、C出入口 |
| B1层              | 站厅及航站楼通道 | 往桃仙机场T3航站楼通道、智能服务中心、自动售票机、卫生间、安检、罗森便利店、乐享万德福便利店                                  |
| B2层              | 站台             | \| 側式 · 開右邊车门 \| \| \| \| \| \| █ 2号线往蒲田路（综合保税区） \| \| \| \| █ 2号线落客 \| \| 側式 · 開右邊车门 \| \| \| |
| 側式 · 開右邊车门 |                  | |
|                   |                  | █ 2号线往蒲田路（综合保税区）                                                                                                 |
|                   |                  | █ 2号线落客 |
| 側式 · 開右邊车门 |                  | |

### 车站出口
车站地面位置设置B出入口以及C出入口，该两个出入口位于沈阳桃仙国际机场T3航站楼西北侧，有轨电车站台两侧，同时地下另外设置与桃仙国际机场T3航站楼-1层连接的的无编号通道口，地面近B出入口处设置无障碍电梯。
| 出口编号 | 出口指示        | 建议前往的目的地                                   | 照片 |
| -------- | --------------- | -------------------------------------------------- | ---- |
| 出口 · B |                 | 机场路、沈阳桃仙国际机场T3航站楼、机场巴士乘降站   |      |
| 出口 · C | 机场停车场      | 机场路、沈阳桃仙国际机场T3航站楼、桃仙机场停车场   |      |
| [ 註 1 ] | T3航站楼（-1F） | 沈阳桃仙国际机场T3航站楼B1层（出发大厅及到达大厅） |      |

## 利用状况
本站位于沈阳桃仙国际机场T3航站楼地下，是与桃仙机场无缝接驳的空铁联运车站，因此乘客量较大，主要以前往桃仙机场乘坐航班或乘机抵达桃仙机场后，准备进入沈阳市区的旅客，以及前往桃仙机场接送机的乘客为主。
此外，由于2号线在北部无停车场及车辆段的原因，本站末班车时间曾常年固定为晚间22时，不随全线网冬夏两季列末班车时间变化而更改，但该安排已于2025年起取消，该站末车时间改为跟随线网同步更改。

## 接驳交通
本站暂无一般公交车接驳。2023年9月29日至2024年10月28日期间，本站曾可与浑南有轨电车2号线进行换乘，但该有轨电车线路已停运。
乘客可在T3航站楼到达大厅外，乘坐通往辽宁省快速汽车客运站、SK客运站（沈阳站附近）等市区乘降站位的机场巴士。

## 历史
- 2021年12月29日 - 本站与综合保税区站的双线区间隧道贯通。
- 2023年9月29日 - 本站随2号线南延线开通启用。